# Diane Caldwell
Diane Caldwell (Balbriggan, 11 settembre 1988) è una calciatrice irlandese, difensore dello Zurigo e della nazionale irlandese.

## Carriera

### Nazionale
Caldwell inizia ad essere convocata dalla Federazione calcistica dell'Irlanda (FAI) per vestire inizialmente la maglia della formazione Under-17 con la quale debutta, all'età di 14 anni, in Belgio.
Segue il suo passaggio alla Under-19, inserita in rosa con la squadra impegnata nelle qualificazioni al campionato europeo di Ungheria 2005, facendo il suo debutto in un incontro ufficiale UEFA il 25 settembre 2004, nell'incontro vinto per 2-0 sulle pari età della Grecia.
Di due anni più tardi è la sua prima convocazione nella nazionale maggiore, chiamata dal commissario tecnico Noel King in occasione dell'edizione 2006 dell'Algarve Cup, facendo il suo debutto il 16 marzo di quell'anno, nella finale per il nono posto persa con la Danimarca per 4-0. Di due mesi più tardi è il primo incontro disputato con la maglia delle Girls in Green in un torneo UEFA, impiegata da King nel corso dell'incontro perso per 2-0 con la Svizzera allo Stadion Gurzelen di Bienne e valido per le qualificazioni al Mondiale di Cina 2007.
Un litigio con il CT Noel King la convince ad abbandonare la nazionale, rifiutando le convocazioni fino all'arrivo del suo successore, nel 2010, Susan Ronan.
Negli anni successivi Caldwell viene convocata con continuità, sia da Ronan, che rimane alla guida della nazionale fino al 2016, che dai successori Colin Bell dal 2017 al 2019, e Vera Pauw, disputando oltre che le qualificazioni ai mondiali di Germania 2011, Canada 2015 e Francia 2019, e agli europei di Svezia 2013 e Paesi Bassi 2017, senza mai raggiungere la fase finale, l'Algarve Cup 2012 e le varie edizioni della Cyprus Cup alle quali è stata invitata.
Sigla la sua prima rete nel corso della Cyprus Cup 2013, quella che il 6 marzo apre le marcature nell'incontro vinto per 6-1 sull'Irlanda del Nord, mentre per la seconda deve aspettare altri sette anni, segnando il gol che fissa il risultato sull'1-0 sulla Grecia nel corso delle qualificazioni all'Europeo di Inghilterra 2022.